# Версе, Макс
Макс Версе (нем. Max Versé; 15 марта 1877, Крефельд — 31 августа 1947, Марбург) — немецкий врач, профессор Марбургского университета (с 1923); «спонсирующий член» СС (с 1934).

## Биография
Макс Версе родился 15 марта 1877 года в Крефельде; он изучал медицину в Бонне, Лейпциге и Йене. В 1903 году в Лейпцигском университете Версе получил степень кандидата медицинских наук, а в 1907 — защитил докторскую диссертацию по общей патологии и патологической анатомии в том же, Лейпцигском, университете. После этого, с 1913 по 1918 год он являлся экстраординарным профессором в Лейпциге. С 1918 по 1923 год Макс Версе возглавлял Институт патологии в больнице «Вестенд» (Westend) в Берлине; кроме того, в тот же период, он возглавлял Академию социальной гигиены при Государственной академии общественного здравоохранения (Sozialhygienischen Akademie zur Staatsakademie des öffentlichen Gesundheitsdienstes). С 1923 года Версе являлся профессором общей патологии в Марбургском университете; в этом же ВУЗе он в 1930/1931 учебном году занимал пост ректора, а в 1932/1933 — был деканом.
В 1930 году Макс Версе был избран членом общества Леопольдина. 11 ноября 1933 года он был среди более 900 ученых и преподавателей немецких университетов и вузов, подписавших «Заявление профессоров о поддержке Адольфа Гитлера и национал-социалистического государства». С 1934 года Версе был «спонсирующим членом» СС (Förderndes Mitglied der SS), а также входил в Национал-социалистический союз учителей (NS-Lehrerbund) и организацию «Национал-социалистическая народная благотворительность» (Nationalsozialistische Volkswohlfahrt, NSV).

## Работы
- Über die Entstehung, den Bau und das Wachstum der Polypen, Denome und Karzinome, Leipzig 1908.
- Das Problem der Geschwulstmalignität, Leipzig 1914.
- Das Problem des Krebses, Marburg 1930.
- Die nicht tuberkulösen chronischen Infektionskrankheiten der Lunge und des Brustfells, Berlin 1931.